# Si può fare!
Si può fare! è stato un programma televisivo italiano andato in onda in prima serata su Rai 1 nel 2014 e nel 2015, con la conduzione di Carlo Conti.
È scritto da Carlo Conti,  Emanuele Giovannini, Ivana Sabatini, Leopoldo Siano, Mario D'Amico, Giona Peduzzi, Luca Alcini e Claudio Moretti.

## Il programma
Il programma andava in onda in diretta dallo Studio Nomentano 5 della Dear in Roma.

### Format
Il programma era l'adattamento italiano del format televisivo israeliano I can do that! creato dall'Armoza Formats e prodotto dalla Ambra Banijay Italia sotto forma di talent show.

### Regolamento
Il talent prevedeva una gara tra 12 VIP che si sfideranno a duello su una determinata arte (pattinaggio su pedana, canto lirico, pole dance, eccetera).
Al termine di entrambe le esibizioni, questi venivano sottoposti al giudizio di una giuria composta da tre membri. Ogni giurato darà la sua preferenza al concorrente che gli è più piaciuto nella performance. Alla fine di tutte le performance, i sei vincitori di ogni duello saranno sottoposti ad un nuovo giudizio da parte dei giurati per eleggere il vincitore della puntata. Al punteggio con cui si è vinto al duello, che può essere di due punti o di tre punti, il vincitore della puntata aggiunge altri tre punti al suo totale. Al termine di ogni puntata si determina così la classifica della settimana. Ogni settimana, riparte poi dai punti accumulati dai concorrenti in gara nella puntata precedente, arrivando quindi al vincitore assoluto, che sarà decretato all'ultima puntata attraverso il televoto.
Il meccanismo dello show è stato presentato nella speciale anteprima andata in onda lunedì 28 aprile 2014 in access prime time (al posto di Affari tuoi perché la dirigenza della Rai ha voluto pubblicizzare il nuovo programma). Nella scelta della disciplina cui cimentarsi i concorrenti, i sei performer internazionali dopo aver presentato i loro numeri devono scendere dalla pedana e prenotarsi scendendo i due scalini per arrivare alla piattaforma del "Si può fare!" ove i primi due che si prenotano guadagnano l'opportunità di riproporli nella puntata successiva, preparandoli sotto la loro guida.
Venerdì 10 aprile 2015 in access prime time al posto di Affari tuoi, come per la passata edizione c'è stata l'anteprima del programma con la presentazione dei 12 partecipanti.
Dalla seconda edizione, dopo ogni puntata al termine delle esibizioni, le esibizioni della puntata successiva vengono assegnate direttamente dal conduttore senza alcuna prescelta.

## Edizioni
| Edizione | Rete  | Debutto        | Finale         | Puntate | Conduttore  | Giuria      | Giuria      | Giuria      | Concorrenti | Vincitore           |
| -------- | ----- | -------------- | -------------- | ------- | ----------- | ----------- | ----------- | ----------- | ----------- | ------------------- |
| 1ª       | Rai 1 | 2 maggio 2014  | 30 maggio 2014 | 5       | Carlo Conti | Pippo Baudo | Jury Chechi | Amanda Lear | 12          | Maddalena Corvaglia |
| 2ª       | Rai 1 | 13 aprile 2015 | 18 maggio 2015 | 6       | Carlo Conti | Pippo Baudo | Jury Chechi | Amanda Lear | 12          | Biagio Izzo         |

### Prima edizione (2014)
La prima edizione è andata in onda in prima serata su Rai 1 dal 2 al 30 maggio 2014 con la conduzione di Carlo Conti. La giuria era composta da Jury Chechi, Pippo Baudo e Amanda Lear. La gara è stata vinta da Maddalena Corvaglia.

### Seconda edizione (2015)
La seconda edizione è andata in onda in prima serata su Rai 1 dal 13 aprile al 18 maggio 2015 sempre condotta da Carlo Conti e con la conferma dei giurati Jury Chechi, Pippo Baudo e Amanda Lear. La gara è stata vinta da Biagio Izzo.

## Audience
| Edizione | Rete televisiva | Anno | Stagione  | Programmazione | Programmazione | Programmazione | Programmazione | Programmazione | Programmazione | Programmazione | Collocazione | Telespettatori | Share  | Premiere       | Premiere | Finale         | Finale |
| Edizione | Rete televisiva | Anno | Stagione  | L              | M              | M              | G              | V              | S              | D              | Collocazione | Telespettatori | Share  | Telespettatori | Share    | Telespettatori | Share  |
| -------- | --------------- | ---- | --------- | -------------- | -------------- | -------------- | -------------- | -------------- | -------------- | -------------- | ------------ | -------------- | ------ | -------------- | -------- | -------------- | ------ |
| 1ª       | Rai 1           | 2014 | primavera |                |                |                |                |                |                |                | Prima serata | 4 463 000      | 19,13% | 5 151 000      | 19,82%   | 4 355 000      | 20,30% |
| 2ª       | Rai 1           | 2015 | primavera |                | 3 861 000      | 16,16%         | 3 924 000      | 16,12%         | 3 561 000      | 15,76%         | Prima serata |                |        |                |          |                |        |